# 格拉日娜·杰西卡
格拉日娜·杰西卡（波蘭語：Grażyna Gęsicka，1951年12月13日—2010年4月10日），已故波蘭社會學家和政治人物。

## 經歷
格拉日娜·杰西卡1951年出生於波蘭華沙。1974年，她畢業於華沙大學社會學研究所，1985年獲得博士學位。她曾是波蘭社會學協會和法語國際社會學協會的成員，除了波蘭語外，尚可使用英語和法語。
2005年10月31日，她於卡齊米日·馬爾欽凱維奇的政府擔任波蘭區域發展部長2007年9月7日，她離開區域發展部部長職務，並擔任區域發展部國務秘書。同年9月11日，她再次被任命為部長。
在2007年波蘭議會選舉她代表法律與公正黨於熱舒夫選區，以28,982票當選下議院議員。2010年1月6日起開始擔任法律與公正黨議會主席。

## 逝世

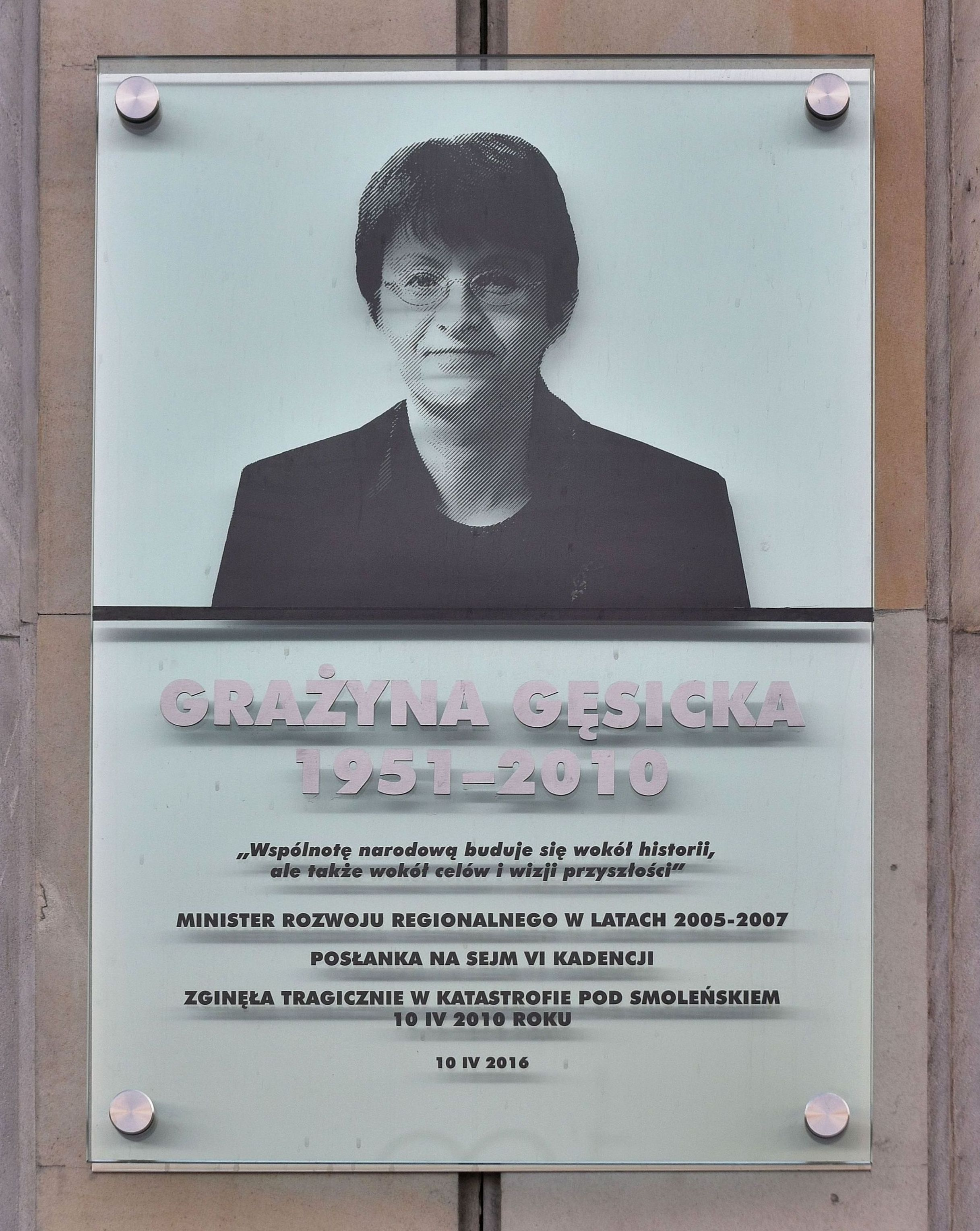
於華沙國家經濟計劃委員會大樓的格拉日娜·杰西卡紀念牌匾，揭幕於2016年

2010年4月10日，格拉日娜·杰西卡在隨總統萊赫·卡欽斯基前往俄羅斯參加卡廷慘案70周年紀念活動時，因所乘坐的图-154客机失事而罹難，她逝世後葬於華沙軍人公墓。
2010年4月16日，她在逝世後獲追贈波蘭復興勳章。同年，她被追授喀爾巴阡山省功勳勳章。